# 三隈 (重巡洋艦)
三隈（みくま）は、最上型重巡洋艦（二等巡洋艦最上型）の2番艦。艦名は大分県の日田盆地を流れる三隈川（筑後川の一部）に由来する。1935年（昭和10年）8月に竣工した。大東亜戦争（アメリカの呼称　太平洋戦争）でマレー作戦、蘭印作戦に参加し、1942年（昭和17年）3月1日のバタビヤ沖海戦で米豪の巡洋艦2隻の撃沈に貢献した。同年6月7日、ミッドウェー海戦で米艦載機の攻撃を受け沈没し、大東亜戦争（太平洋戦争）で最初に失われた日本海軍の重巡洋艦となった。

## 艦歴

### 建造～太平洋戦争開戦まで
日本海軍は艦齢を重ねた旧式艦の代艦を建造することになり、軽巡の場合は最初に4隻（龍田、天龍、球磨、多摩）を以下4隻（最上、鈴谷、三隈、熊野）と置換することにした。
三隈は1931年（昭和6年）12月24日、三菱造船長崎造船所（現・三菱重工長崎造船所）で計画排水量8,636トン、水線全長190.5m、15.5cm3連装砲塔5基を備えた二等巡洋艦として起工した。
- 建造に当たっては、鋼材の接合に当時の日本海軍では少数だった電気溶接が多用された[11]。

1932年（昭和7年）8月1日、最上型1番艦が最上、2番艦が三隈と命名された。
同日付で艦艇類別等級表に最上型が新設された。
1934年（昭和9年）5月31日に進水した。翌年5月末の完成を目指して艤装工事が行われていたが、藤本喜久雄少将 が設計した千鳥型水雷艇友鶴が転覆する友鶴事件が発生し、藤本の設計による最上型二等巡洋艦の工事も急遽中断された。最上を調査したところ船体推進軸付近や内部構造に破損が見つかり、三隈も補強工事を行う。
1935年（昭和10年）8月29日に竣工。
この時点で基準排水量は1万トンを超えていたが、対外的には8,600トン公表のままだった。艦内神社は大原八幡宮。
竣工した三隈は第四艦隊に編入されたが、1ヵ月後の9月26日、三陸沖にて第四艦隊事件に遭遇した。
11月15日、三隈は第2予備艦に指定。三隈は11月30日より呉工廠に入渠、修理や調整を行う。
1936年（昭和11年）2月5日に出渠、4月1日より第3予備艦となる。
1937年（昭和12年）5月7日から10月31日にかけて呉工廠に入渠。12月1日、最上型巡洋艦で第七戦隊が編制された。

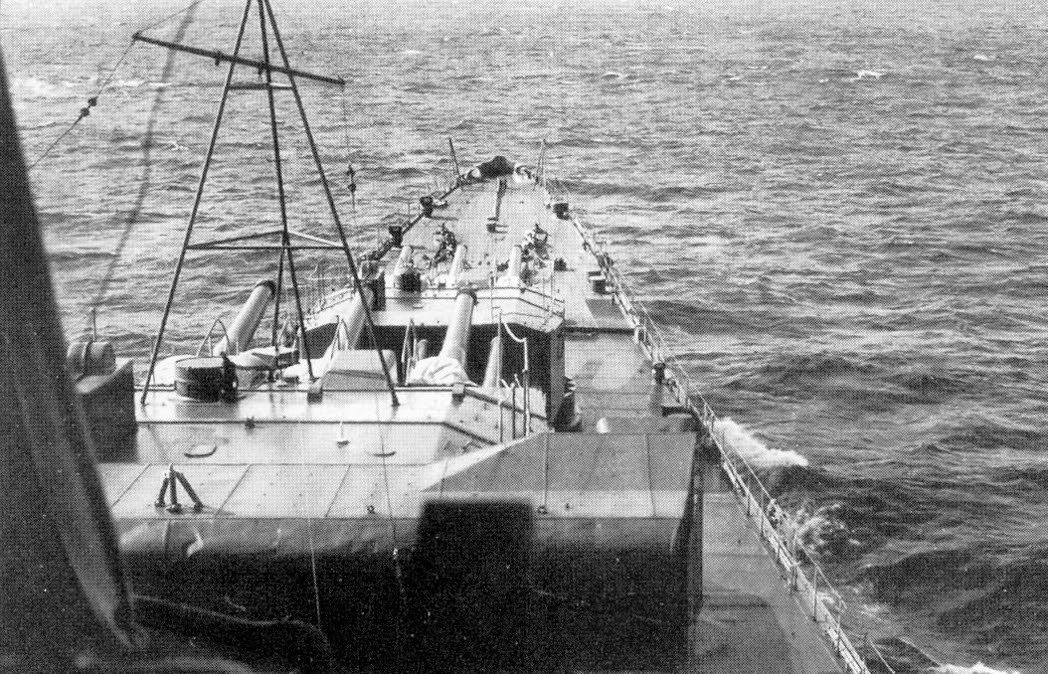
艦首主砲（1939年）

1939年（昭和14年）5月20日、第3予備艦に指定された。11月15日、第七戦隊旗艦は熊野に指定された。三隈は特別役務艦となり、主砲換装工事にとりかかる。
12月30日、5基の15.5cm三連装砲塔を、他の日本軍重巡洋艦と共通する20.3cm連装砲塔5基に換装した。1940年（昭和15年）5月1日、工事を終えた三隈は第七戦隊に復帰した。
第七戦隊は1941年（昭和16年）12月8日の太平洋戦争の開戦を、司令官栗田健男少将、第一小隊に熊野、鈴谷、第二小隊に三隈、最上の編制で迎えた。

### 太平洋戦争緒戦
太平洋戦争の開戦時、第七戦隊は南遣艦隊（小沢治三郎中将）の一員として南方作戦に投入された。マレー作戦や蘭印作戦に従事し、船団護衛や上陸支援を行った。
1942年（昭和17年）3月1日のバタビア沖海戦で、三隈と最上、駆逐艦敷波は海戦の終盤に戦場へ到着、共同で米ヒューストンと豪軽巡パースを撃沈した。
ベンガル湾で通商破壊作戦に参加し、最上、駆逐艦天霧と共に南方隊を編制し、共同で商船5隻を撃沈した。4月10日、南遣艦隊は南西方面艦隊に再編され、ミッドウェー島の攻略作戦に備えて編制から外れた第七戦隊は内地に帰投した。

### ミッドウェー海戦
1942年（昭和17年）4月、ミッドウェー島攻略の作戦構想が海軍で内定した。第二艦隊（近藤信竹中将）がミッドウェー島攻略部隊となり、南方戦線から戻った第七戦隊と、第８駆逐隊の荒潮、朝潮の6隻で、占領部隊の上陸作戦を掩護する支援隊（栗田健男中将）が編制された（編制の詳細はミッドウェー海戦参照）。第七戦隊は整備後、5月中旬に内海西部へ移動し、作戦に備えて訓練に従事した。
支援隊は5月26日、給油艦日栄丸と共にグアム島に到着した。28日夕に出港し、29日に洋上で占領隊を乗せた輸送部隊と、護衛の第二水雷戦隊（田中頼三少将）と合流し、ミッドウェー島に向かった。30日に輸送部隊が米潜水艦の緊急電を傍受し、輸送部隊と第二水雷戦隊は潜水艦の攻撃を回避するため進路を変更し、支援隊とは別行動をとった。無線封鎖のため両隊は別々に進行し、支援隊は6月4日に輸送部隊の位置を把握したが、ミッドウェー島近海に至るまで両隊は合流しないまま、6月5日にミッドウェー海戦が生起した。

#### ミッドウェー島の砲撃命令と反転
6月5日午前7時25-30分、第一航空艦隊の主力空母3隻（赤城、加賀、蒼龍）は米第16任務部隊（スプルーアンス少将）と第17任務部隊の空母3隻（ヨークタウン、エンタープライズ、ホーネット）の艦載機の急襲を受け、炎上した。
連合艦隊司令部（山本五十六司令長官）は、第一航空艦隊で唯一健在だった空母飛龍の航空戦力で米機動部隊の空母群を殲滅した後、水上艦艇の夜戦に持ち込めば、攻略作戦の続行は可能と判断した。しかし周辺海域で遊弋する米機動部隊の他に、ミッドウェー島の航空戦力が健在とみられ、飛龍1隻で両面の航空戦に対応するのは困難が予想された。司令部はミッドウェー島飛行場の攻撃を水上戦力で行う方針を決定し、午前10時10分、第二艦隊に対し、攻略部隊の一部戦力でミッドウェー島基地の砲撃と破壊を命じた。
電文を受けた近藤中将は、輸送部隊に同行する支援隊がミッドウェー島に最も近いと考え、基地航空隊が夜間で反撃できない6月6日夜明けまでの砲撃を命じた。
しかし第七戦隊からの報告で、支援隊の位置は近藤中将の予想より80海里以上遅れ、第二艦隊の南120海里にいることが判明した。ミッドウェー島周辺の日の出は日本時間の午前2時で、近藤中将は第七戦隊が夜明けまでにミッドウェー島に到着するのは困難と考え、連合艦隊司令部に報告した。
支援隊は第二艦隊との合流を目指して北北東に28ノットで航行中、第二艦隊から砲撃命令を受けた。栗田中将は外洋で高速航行が難しい駆逐艦2隻を分離し、第七戦隊を最大戦速の35ノットで南進させ、朝潮と荒潮を後から追走させた。司令部は近藤中将の報告を受けても砲撃の方針を変更せず、午後5時30分には潜水艦伊168に対し、午後11時までミッドウェー島航空基地を砲撃することを命じた。
飛龍が米艦載機の攻撃で炎上し、日没後も復旧と消火作業が続いたが、午後6時半以降に爆弾や魚雷が誘爆し戦闘復帰は絶望的となった。 連合艦隊司令部は午後9時15分、第七戦隊を含む第二艦隊と南雲機動部隊に主力部隊との合流を命じ、ミッドウェー島の攻略を断念した。第七戦隊は、ミッドウェー島を主砲の射程内に入れるまで2時間程の距離まで近づいたが、命令を受けて反転し、主力部隊との合流をめざして退避行動に移った。

#### 最上との衝突
第七戦隊は熊野、鈴谷、三隈、最上の順に各艦800ｍの距離を置く縦列隊形をとり、速度28ノットで北北西に向かった。
午後11時半、浮上中の米潜水艦タンバーが高速で接近する第七戦隊を発見し、急速潜航した。第七戦隊も右45度前方にタンバーを発見し、熊野は僚艦に信号灯で左緊急45度一斉回頭を指示した。熊野当直参謀の岡本功少佐が左45度1回では回避角が足りないと判断し、無線電話で追加の左45度回頭を連絡した。熊野は90度回頭したが、後続の3艦は無線連絡が信号指示の確認と誤認して混乱し、熊野が後続艦の前方右から左に横切る隊形となった。直後の鈴谷は面舵30度で熊野の艦尾をかすめ、隊列右に外れた。
三隈は熊野を視認すると左に舵を切って衝突ルートを回避した。最後尾の最上も熊野を視認し、左25度に変針したが、熊野を直前の三隈と誤認した。このため熊野との中間右から三隈が併進することを想定せず、縦列隊形に戻って追尾するため右45度に転舵した結果、三隈と最上が急接近した。最上が前方を横切る三隈を視認し左に舵を切ったが、三隈の左舷中央部に衝突した。
三隈は艦橋～煙突下の舷側に長さ20m、幅2mの破孔が生じ、電信室で火災が発生。左舷燃料タンクが破損、浸水で左に4度傾斜したが、右舷に注水して復元し、消火にも成功した。最上は艦首が圧壊して前進が困難になり、栗田中将は連合艦隊司令部に報告した後、第七戦隊の第１小隊と第２小隊を分離し、鈴谷と熊野は連合艦隊主隊との合流のため北西に向かい、三隈の崎山釈夫艦長には最上を掩護してトラック島への撤退を命じた。
- 戦史叢書は、栗田中将が『事故地点がミッドウェー島から約100海里で翌朝の空襲は必須であり、現場にとどまれば健在の2隻ごと全滅が予想されるので、せめて健在2隻だけでも避退させるのが有利であると判断した』と記述している。宇垣纏連合艦隊参謀長は『戦隊全艦で最上を護衛した方が良かったのではないか』と指摘した[49][47][54]。

最上は最大速力が14-16ノット程度まで復旧し、三隈が護衛して避退を続けた。タンバーの報告を受けた米第16任務部隊は、第七戦隊を追撃するため南下した。6日午前6時30分、三隈と最上にPBYカタリナ飛行艇が触接し、ミッドウェー基地航空隊のB-17重爆8機、SB2Uビンジゲーター6機、SBDドーントレス6機が攻撃に向かった。午前8時40分に攻撃を開始し、最上で2名が戦死したが命中弾はなく、三隈は第二艦隊に被害なしと報告した。
- この攻撃でSBU隊指揮官のフレミング大尉が戦死し、米軍は「三隈の4番砲塔に体当たりした」としてメダル・オブ・オナー(名誉勲章)を授与した[58]。

#### 三隈の最期
7日午前3時30分頃、三隈と最上は索敵行動中のSBDドーントレス2機と遭遇し、三隈が1発被弾した
三隈と最上は午前5時、荒潮、朝潮と合流した。最上を護衛し、4隻は速力14ノットで西方への退避を続けた。午前6時45分、三隈は連合艦隊司令部に被弾を報告した。
この日は穏やかな天候で、少し低い雲がかかっていた。午前8時、ホーネットなどの索敵機が遁走する4隻を発見した。米第16任務部隊はホーネットからF4Fワイルドキャット8機、SBDドーントレス26機、エンタープライズからワイルドキャット12機、ドーントレス31機（＋艦攻3機とも）を発進させた。
同時刻、崎山艦長は米軍機が触接すると『敵水偵二機触接、附近ニ水上艦艇アルモノノ如シ　我敵空母水上艦艇ノ追躡ヲ受ケツツアリ　今ヨリ「ウェーキ」島ニ向フ　地点「ウェーキ」三〇度七一〇浬』と連合艦隊司令部に報告し、最上に朝潮と荒潮の護衛をつけて北の第二艦隊に向かわせ、三隈はウェーク島基地航空隊の活動圏内に引き込むため28ノットで西に向かった。
連合艦隊司令部は第二艦隊に救援を命令し、近藤中将が攻略部隊を率いて南下したが、駆逐艦の残燃料の関係で20ノットしか出せなかった。
午前10時、ホーネットの攻撃隊が最上を攻撃し、後部砲塔が破壊され、艦中央部で火災が発生した。続くエンタープライズの攻撃隊は三隈を集中攻撃し、さらにホーネットの第二波攻撃隊が最上と三隈を攻撃した。エンタープライズ隊は三隈に1,000ポンド爆弾命中5発、至近弾2発、ホーネット第二波隊は三隈に1発、最上に6発命中と報告した。
三隈は3番砲塔、右舷機械室、左舷後部機械室に直撃弾を受け、破片で艦橋の崎山艦長が重傷を負った。機銃砲座の弾薬が炸裂して火災が発生し、さらに魚雷が誘爆して大爆発を起こした。煙突にも直撃弾があって白煙が噴出し、三隈は洋上で完全に停止した。午前10時58分、救援に向かった朝潮が『三隈大爆発見込なし』と報告した。
艦の指揮権を継承した高島秀夫副長は総員退去を命じ、脱出用の筏を作らせたが、高島副長は爆弾の直撃で戦死した。空襲下で朝潮と荒潮が救援に駆け付け、接舷した荒潮は乗員240人を収容したが、後部砲塔に直撃弾を受けて多数の死者を出し、作業の途中で撤収を余儀なくされた。朝潮と荒潮はカッターボートなどで漂流する乗員の救助を続けたが、被弾した朝潮は戦死者22名・重傷者35名を出した。
戦闘の続行が不可能になり艦が放棄されてなお、三隈は洋上に大破した艦姿をとどめていた。戦果の確認のためエンタープライズのドーントレス2機が飛来し、三隈の最期の姿を至近距離で撮影した。

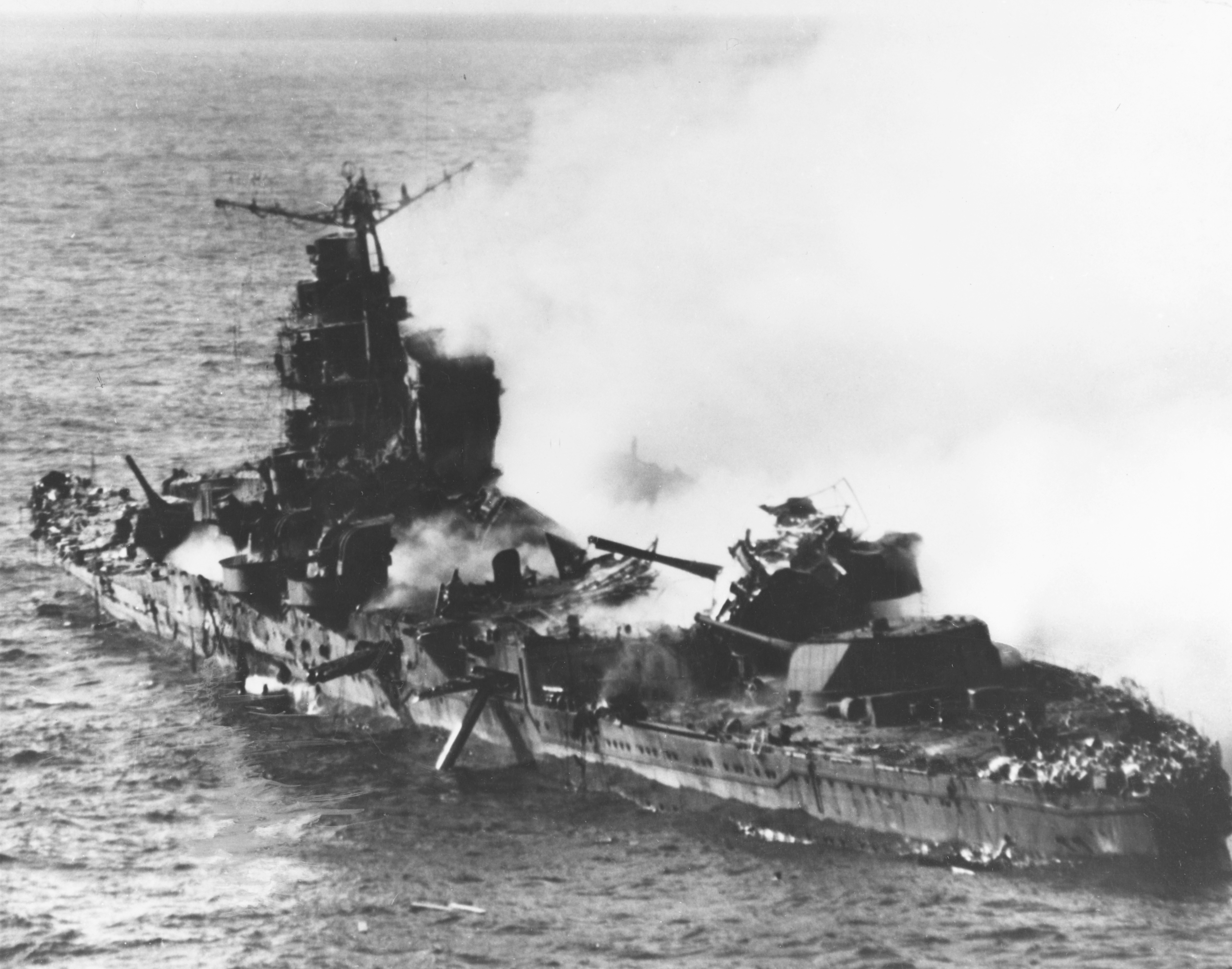
ミッドウェー海戦で最上と衝突後、米軍機の攻撃で大破した三隈

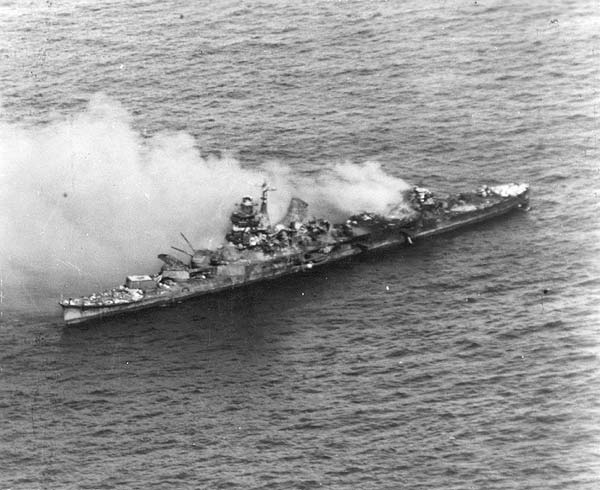
ミッドウェー海戦で被弾炎上中の三隈。米軍はこの時の撮影で、最上型が主砲を換装して重巡化したことを確認したとされる

- 米軍のある艦攻電信員兼機銃手は、三隈を『屑鉄とガラクタでいっぱいの巨大なバスタブ』と表現した[82]。

空襲の危険が去った日没後、朝潮が残る乗員の救援と三隈の処分に向かった。しかし艦影を発見できず、『三隈所在海面に至りしも艦影を認めず。付近捜索すれども空し』と報告した。米軍も、三隈の沈没の瞬間を視認していない。三隈機関科員の石川健一は「日没直前に沈下をはやめたのち左舷に転覆し、沈没した」と証言している。
6月8日午前、第二艦隊は三隈の生存者を乗せた最上、荒潮、朝潮と合流した。生存者は熊野と鈴谷に移乗した。崎山艦長は鈴谷移乗後に死亡した。連合艦隊の参謀長宇垣纏少将は、陣中日記戦藻録に以下のように記述した。
6月9日、米潜水艦トラウトが漂流する救命筏から2名の三隈乗組員を救助した。当初19名が筏に乗っていたが、最終的に2名になったという。救助された2人は、アメリカ本国のリビングストン収容所へ送られた。
8月10日、三隈は軍艦籍から除籍された。
12月8日、山本五十六連合艦隊司令長官はバタビア沖海戦における3隻（最上、三隈、敷波）の活躍に感状を与えた。
艦名は海上自衛隊の護衛艦「みくま」（初代、2代目）に継承された。

## 歴代艦長
※『艦長たちの軍艦史』117-119頁、『日本海軍史』第9巻・第10巻の「将官履歴」に基づく。

### 艤装員長
1. 吉田庸光 大佐：1934年6月1日[95] - 7月4日[96]
2. 鈴木田幸造 大佐：1934年7月4日[96] - 8月29日[97]

### 艦長
1. 鈴木田幸造 大佐：1935年8月29日[97] - 11月15日[98]
2. 武田盛治 大佐：1935年11月15日[98] - 1936年12月1日[99]
3. 岩越寒季 大佐：1936年12月1日[99] - 1937年12月1日[100]
4. 入船直三郎 大佐：1937年12月1日[100] - 1938年11月15日[101]
5. （兼）平岡粂一 大佐：1938年11月15日[101] - 1938年12月15日[102]
6. 阿部孝壮 大佐：1938年12月15日[102] - 1939年7月20日[103]
7. （兼）久保九次 大佐：1939年7月20日[103] - 1939年11月15日[104]
8. 木村進 大佐：1939年11月15日[104] - 1940年11月1日[105]
9. 崎山釈夫 大佐：1940年11月1日[105] - 1942年6月7日戦死（同日附、海軍少将）[106]

## 同型艦
- 最上 - 鈴谷 - 熊野